# Ancylodes dealbatella
Ancylodes dealbatella är en fjärilsart som beskrevs av Nicolas Grigorevich Erschoff 1874. Ancylodes dealbatella ingår i släktet Ancylodes och familjen mott. Inga underarter finns listade i Catalogue of Life.